# Maurício Pequenino
Maurício Ernesto Pequenino (sinh ngày 27 tháng 9 năm 1983 ở Maputo) là một tiền đạo bóng đá người Mozambique hiện tại thi đấu cho Maxaquene.
Anh gia nhập đội bóng tại Premier Soccer League của Nam Phi Golden Arrows đầu năm 2008 từ Desportivo Maputo khi anh trở thành vua phá lưới của Moçambola năm 2005 và 2006.